# Valerij Hončarov
Valerij Hončarov (ukrajinsky: Валерій Гончаров; 19. září 1977, Charkov) je bývalý ukrajinský gymnasta. Na olympijských hrách v Athénách roku 2004 vyhrál závod na bradlech. Má též stříbrnou olympijskou medaili ze závodu družstev na hrách v Sydney roku 2000. Jeho nejlepším výsledkem na mistrovství světa bylo třetí místo na hrazdě v roce 2005. Z mistrovství Evropy má stříbro na bradlech z roku 2004 a bronz z hrazdy z roku 2005. Roku 2004 obdržel ukrajinské Vyznamenání za zásluhy 2. stupně.